# Roland Göhler
Roland Göhler (født 26. marts 1943 i Meißen) er en tysk tidligere roer.

## Karriere

### Roning
Göhler roede oprindelig toer uden styrmand sammen med Peter Kremtz, og dette par vandt i 1964 det østtyske mesterskab, mens de blev nummer to i 1967. I 1966 blev de verdensmestre i toeren uden styrmand. Fra 1965 roede han og Kremtz desuden otter og var med til at vinde sølv samme år samt guld året efter ved de østtyske mesterskaber. 
Samme år blev otteren delt op, så Kremtz og Göhler kom til at ro firer med styrmand sammen med Manfred Gelpke, Klaus Jacob og styrmand Dieter Semetzky og kom med til OL 1968 i Mexico City. Her vandt østtyskerne deres indledende heat og deres semifinale, men i finalen var det New Zealand, der noget overraskende sikrede sig sejren mere end to sekunder foran østtyskerne, der fik guld, mens Schweiz blev nummer tre.
Året efter vandt han det østtyske mesterskab i fireren med styrmand.

### Videre karriere
Göhler var udlært tømrer og studerede derpå til ingeniør inden for aftestning. Han kom senere til at lede overvågningen af statsbyggeri i Dresden.

## OL-medaljer
- 1968:  Sølv i firer med styrmand